# 亚磺酰卤

拥有手性硫原子的甲基亚磺酰氯

亚磺酰卤（英語：sulfinyl halide）是由亚砜官能团分别与烃基和卤素原子通过单键相连产生的一类有机化合物，通式为R-S(O)-X（R为烃基，X为卤素原子）。亚磺酰卤是合成如亚磺酸酯（sulfinic ester）、亚磺酰胺、硫代亚磺酸酯和亚砜等其它含硫衍生物的有用中间体。亚磺酰卤中硫的氧化数介于硫基卤（R-S-X）与磺酰卤（R-SO2X）之间。

## 反应
亚磺酰卤易与水、醇、胺、硫醇以及格氏试剂等亲核试剂反应，反应产物分别为亚磺酸、亚磺酸酯、亚磺酸胺、硫代亚磺酸酯和亚砜，反应方程见下：
- 与水反应（水解）：

R-S(O)-X + H2O → R-S(O)-OH + HX
- 与醇反应（醇解）：

R-S(O)-X + HO-R′→ R-S(O)-O-R′+ HX
- 与伯胺或仲胺反应（胺解）：

R-S(O)-X + H2N-R′→ R-S(O)-NH-R′+ HX
R-S(O)-X + R′-NH-R″→ R-S(O)-N-R′(R″) + HX
- 与硫醇反应：

R-S(O)-X + HS-R′→ R-S(O)-S-R′+ HX
- 与格氏试剂反应：

R-S(O)-X + X′-Mg-R′→ R-S(O)-R′+ MgXX′
亚磺酰卤在受热或在潮湿环境下皆易分解。与磺酰卤和硫基卤化物中的硫原子不同，亚磺酰卤中的硫原子具有手性，如右图所示的甲基亚磺酰氯。

## 酰氯
亚磺酰卤中较为常见的是亚磺酰氯（R-S(O)-Cl）。甲基亚磺酰氯（CH3-S(O)-Cl）是亚磺酰氯的一种，它可由二甲基二硫在乙酸酐于−10～0℃的温度下氯化制备。因为此类化合物具有不稳定性，烷基亚磺酰氯一般在制得后都不需经过提纯而直接使用。因为亚磺酰氯分解能释放出具有腐蚀性的氯化氢气体可以腐蚀容器壁，所以不提倡储存亚磺酰氯。
使用叔胺碱与拥有α-氢的烷基亚磺酰氯反应，能获得可分离的硫醛-S-氧化物。所以，使用三乙胺与正丙基亚磺酰氯反应可获得丙硫醛-S-氧化物（洋葱中的催泪成分）。在葡萄糖手性衍生物仲醇二丙酮-D-葡萄糖存在下，使用叔胺处理由氧氯化1,2-乙二硫醇（HSCH2CH2SH）制得的甲基亚磺酰氯（ClS(O)CH2CH2S(O)Cl）经由动态动力学拆分可获得光学纯的亚磺酰酯。

## 酰氟及酰溴
在室温下水解三氟甲基三氟硫烷CF3SF3，可在数小时内定量制备亚磺酰氟CF3S(O)F。使用溴化氢与CF3S(O)F在−78℃下反应则能获得亚磺酰溴CF3S(O)Br，这种化合物在室温下不稳定，容易发生歧化反应。